# HD184552
HD184552 — хімічно пекулярна зоря спектрального класу A2, що має видиму зоряну величину в смузі V приблизно  5,6.
Вона  розташована на відстані близько 290,4 світлових років від Сонця.
Цей об'єкт є спектрально-подвійною зорею з періодом орбітального руху P=8,1 земних діб.

## Фізичні характеристики
Зоря HD184552 обертається порівняно повільно навколо своєї осі. Проєкція її екваторіальної швидкості на промінь зору становить Vsin(i)= 21км/сек.

## Магнітне поле
Спектр даної зорі вказує на наявність магнітного поля у її зоряній атмосфері.
Напруженість повздовжної компоненти поля оціненої з аналізу
наявних ліній металів
становить  230,0± 245,0 Гаус.